# Маркграфство Буска
Маркграфство Буска (на италиански: Marchesato di Busca) е стара италианска държава, включваща пиемонтските територии, разположени между Кунео и Салуцо в Северна Италия.

## Първа династия на Алерамичите
Маркграфство Буска произхожда от разделянето на владенията на Бонифаций дел Васто (маркграф на Савона и на Маркграфство Западна Лигурия) между неговите синове. Това става на 6 март 1123 г., когато в акт се споменава територията на Vallis Mallæ, бидейки дадена на феода на Буска, който вече е упражнявала териториално господство над Вале Майра, Вилафалето и част от района на Салуцо. Следователно маркграфството е управлявано от алерамическа линия, въпреки че се намира на ардуинска територия. Подобно на всички Алерамичи, и синовете на Бонифаций управляват именията си дълго време съвместно.
С течение на времето обаче територията на Буска става отговорност на потомците на Гулиелмо дел Васто – второродният син на Бонифаций и на втората му съпруга Аниезе ди Вермандоа.
Маркграфовете на Буска установяват своето седалище на хълма, където по-рано изглежда да е имало римски castrum. Там те построяват замък, от който са останали само руините. Гербът им е в златно и червено.
Въпреки че Гулиелмо умира преди 1140 г. и следователно преди предполагаемото официално разделяне на наследството на Бонифаций, той се смята за първият от алерамическите маркграфове на Буска. В действителност обаче първият истински маркграф е неговият син Беренгар (1158 – 1211). Той е наследен от сина си Гулиелмо II (1211 – 1231). Последният маркграф е Енрико (1231 – 1284).
От един друг брат на Гулиелмо II на име Одон произлизат господарите на Росана, Кавалерлеоне и Полонгера. Освен това господарите на Косано Белбо, Рокета Белбо и Кастино близо до Кортемилия произхождат от още един негов брат на име Раймондо. Тези последни феоди вероятно представляват делът, полагащ се на маркграфовете на Буска от наследството на Бонифаций – маркграф и епископ на Кортемилия, който е един от братята на първия маркграф на Буска Гулиелмо. Тези примери обясняват отслабването на маркграфовете на Буска, както и това на други алерамически династии: феодите са разпокъсвани измежду наследниците, докато не станат политически незначими.
През втората половина на 13 век Маркграфство Буска се оказва притисното между утвърждаването на новия град Кунео (основан през 1198 г. и съюзник на Анджуйците от 1259 г.) и голямата военна мощ на Маркграфовете на Салуцо, потомци на друг син на Бонифаций – Манфредо дел Васто, по-голям брат на Гулиелмо. От 1266 г. политическият баланс на Пиемонт е дестабилизиран от влизането в Италия на Шарл I Анжуйски (1226 – 1285), който придобива Графство Прованс през 1246 г. чрез брака си с Беатрис Прованска – последната потомка на графовете на Прованс. а след това става и крал на Неапол. За няколко години Шарл I придобива контрола над голяма част от Пиемонт, като също побеждава Комуна Асти (1270) и взима титлата „граф на Пиемонт“. Следователно Маркграфство Буска става предмет на спор между Салуцо и Анжуйците.

## На Салуцо, на Анжу и накрая на Савоя
През 1281 г., докато последният маркграф – Енрико, е все още жив, Маркграфство Буска е завладяно от маркграфа на Салуцо Томазо I дел Васто и остава под властта на Алерамически Салуцо до 1305 г. След това попада за около 40 години под властта на Шарл II Анжуйски, комуто е подчинен и Кунео. След това, от 1347 до 1358 г., е в ръцете на маркграфа на Салуцо Федерико II дел Васто,
През 1359 г. Анжуйците за последен път взимат Буска от Салуцо. Осъзнавайки обаче, че не може да го държи дълго време, Джована I Анжуйска скоро оставя града свободен да се подчини на граф Амадей VI Савойски. Това става на 7 април 1361 г.: по силата на споразумението с прокурорите на комуната Савоя добавят към титлите си тази на „Макграфове на Буска“.
Територията на Буска обаче се намира в района, принадлежащ на князете на Ахая – кадетски клон на Савойската династия. На 5 март 1418 г. Антонио, наречен „Морейски", става господар на Буска. Той е извънбрачен син на господаря на Пиемонт и титулярен княз на Ахая Жак Савойски-Акая. Неговите потомци остават господари на Буска за около два века.

## Буска/Ланча в Асти и в Сицилия
Освен Беренгар първият маркграф на Буска има още двама сина: Манфредо I и Корадо, които служат в армията на Фридрих I Барбароса. Те са основоположници на сицилианския клон, наречен Ланча или Ланца (Lancia или Lanza). Манфредо и, може би, Корадо имат земи в района на Асти – част от древния феод „Графство Лорето“ (Comitato di Loreto) близо до Костильоле д'Асти. И тези земи идват от Бонифаций дел Васто, но чрез сина му Одон Боверий (т.е. чичо на Манфредо и Корадо), който остава без наследници.
Корадо придобива властта на замъка на Фонди през 1168 г. Манфред е известен преди всичко с това, че е придобил прякора, после фамилията Ланча от своите потомци поради ролята си на копиеносец в швабската армия. Името е засвидетелствано през 1204 г., когато синът му Манфредо II е определен като dominus Maynfredus brand de Busca, qui Lancea dicitur. Титлата „маркграф на Буска“ се дължи на факта, че феодалната титла при Алерамичи-те не принадлежи само на първородния син, а е използвана от всичките синове в семейството.
Манфред II е баща на Бианка Ланча (любовница и вероятна съпруга на смъртното ѝ ложе на император Фридрих II Швабския), на Манфред III – имперски викарий в Северна Италия от 1238 до 1248 г., когато е убит в Асти, и на Галвано – имперски викарий в Тоскана, обезглавен в Неапол с Конрадин Шбабски на 29 октомври 1268 г. Други генеалози обаче смятат, че Бианка и Галвано са деца на Бонифаций д'Аляно, който от своя страна е син на Корадо ди Буска. Несигурността произтича от факта, че тогавашните хронисти, като напр. Николо Ямсила, Саба Маласпина, Якопо д'Акуи, Салимбене де Адам, а също и Annales Ianuenses дават противоречива информация за роднинските връзки на Бианка и следователно водят до голям брой на генеалогични хипотези.
Трябва да се отбележи, че малкият феод на Аляно също се намира в района на Асти, близо до Лорето, но не изглежда някога да е принадлежал на Ланча. Господарите на Аляно обаче, изглежда, принадлежат към васалната клиентела на Ланча и също се появяват като текстове в документи, отнасящи се до маркграфете на Монферат и Салуцо. Според една от различните генеалогични хипотези Бонифаций д'Аляно се жени за вдовицата на Манфред II – Ланча, ставайки втори баща на Бианка и на нейните братя. Това би направило информацията за бащинството на Манфреди Ланча съвместима с тази за двойното фамилно име Ланча ди Аляно (Lancia d'Agliano), което те понякога използват. След връзката между Бианка и Федерико, когато Бианка е само на 15 години, Бонифаций и останалата част от семейството следват Бианка в Сицилия, където Бонифаций става граф на Минео, владетел на Патерно и маркиз на Бускависе.
Последните представители на Буска, за които има сведения, са Джузепе, маркграф на Буска и дъщеря му Мадалена Буска (1873 – 1941), които през 1899 г. се омъжва за Луиджи Мария Рамели ди Челе.